# バーン2000計画
バーン2000計画（バーンにせんけいかく）（独:Bahn 2000、仏:Rail 2000、伊:Ferrovia 2000）は、1987年から進められているスイス連邦鉄道（スイス国鉄）の鉄道網改良計画である。計画は、高速化、接続の改善、車両の近代化などから構成されている。1987年の国民投票の承認を受けた連邦決定により、2004年の第1段階終了までにおよそ130の建設プロジェクトに59億スイスフラン（約5800億円）が投じられた。

## 計画

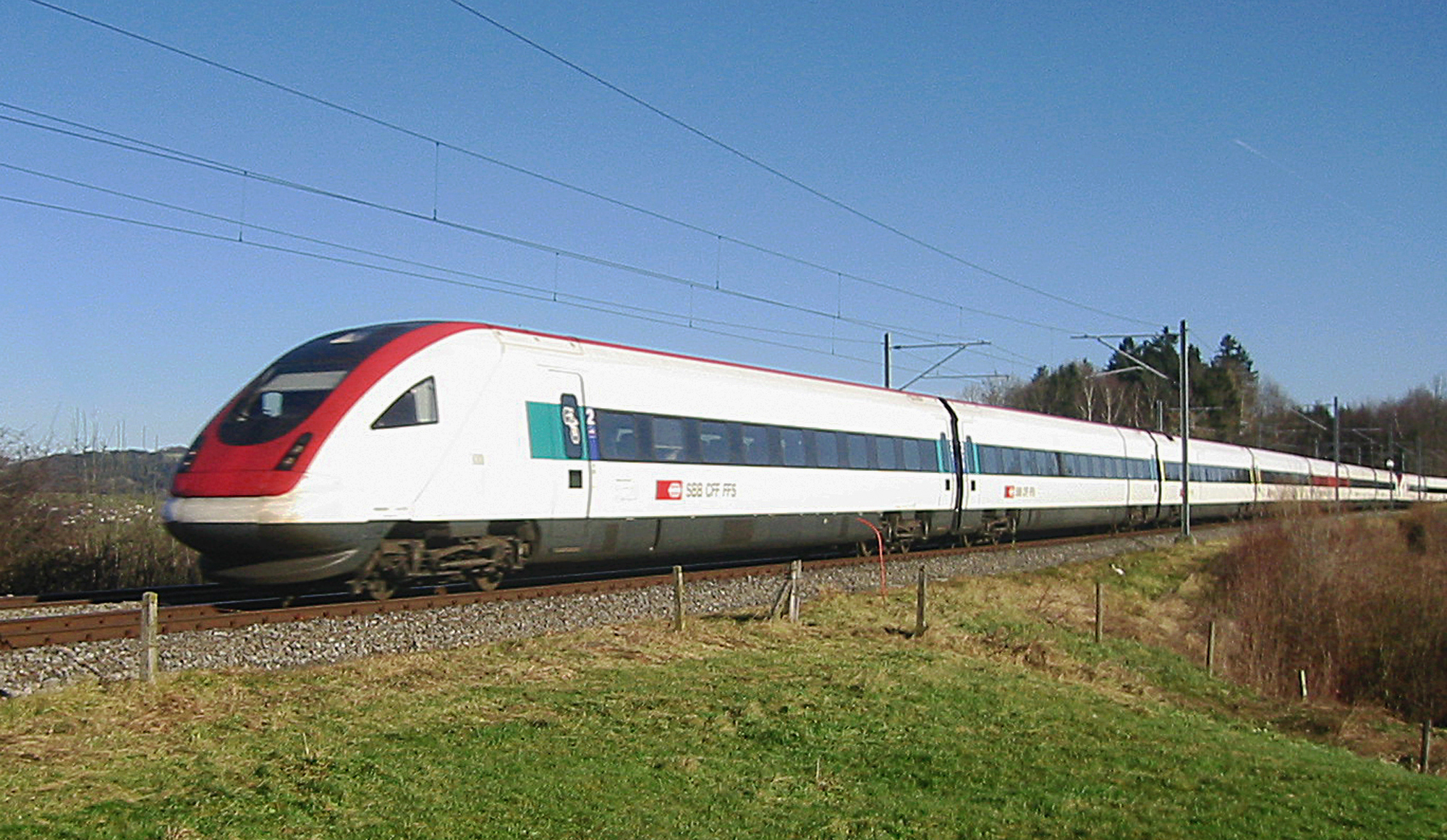
ICN（スイス国鉄RABDe500形電車）

バーン2000計画は以下のような要素から構成されている。
- 車両の近代化
- 30分単位のパターンダイヤ
- ノンストップ運行列車の改善
- 需要の多い区間での増発
- 複線化、複々線化による線路容量の増強
- 分岐点やターミナル駅での交通流の分離
- 地域輸送の改善
- チューリッヒ中央駅（Zürich Hauptbahnhof）の改良・拡張
- マットシュテッテン-ロートリスト新線（NBS）の建設と、それに伴うチューリッヒ - ベルン（Bern）間の所要時間短縮（69分から58分に（2007年末までには56分））

バーン2000計画はいくつかの段階に分けて実施されている。

## 目的

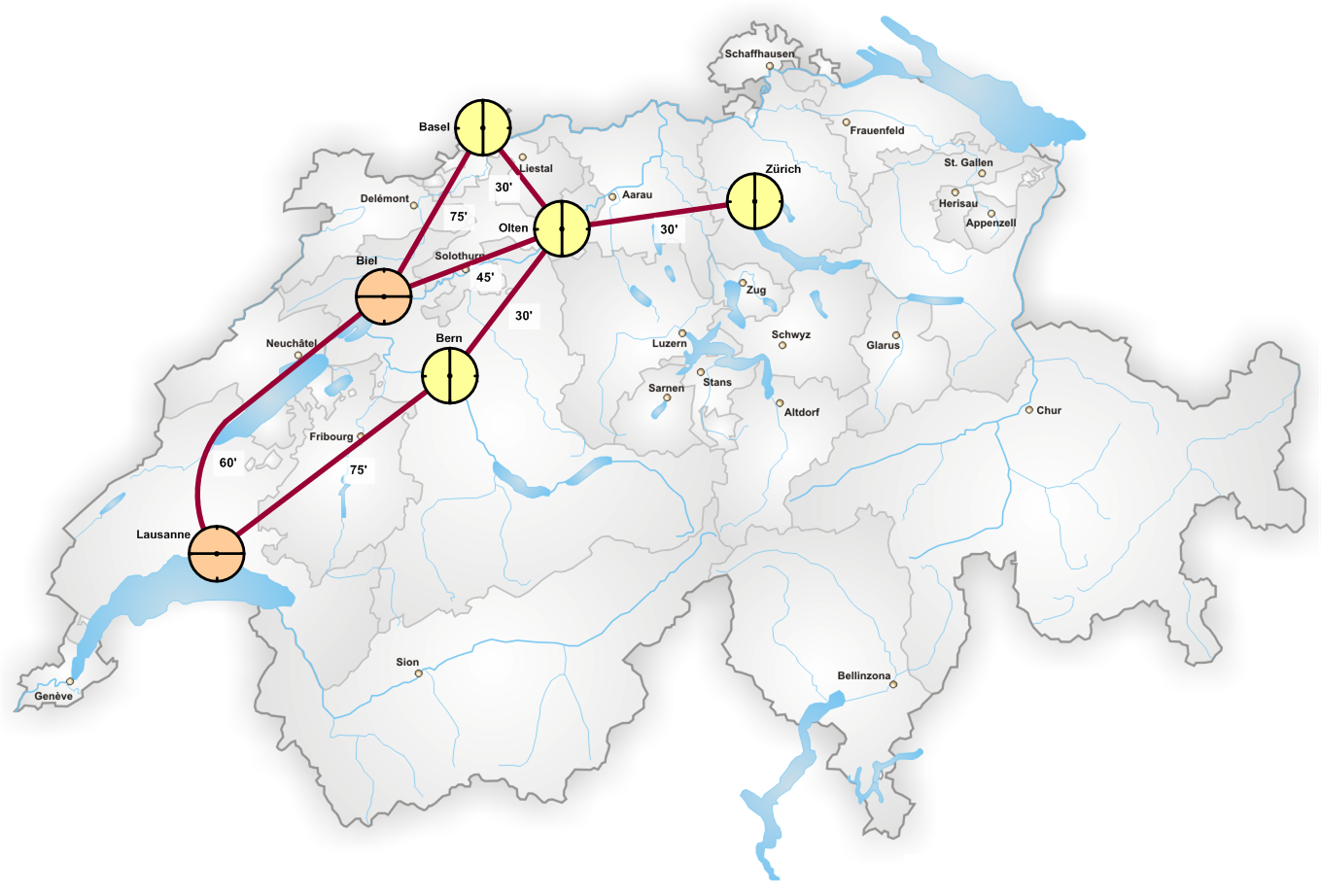
バーン2000計画第1段階のノードシステム
黄: 乗換駅（毎時0分/30分）
橙: 乗換駅（毎時15分/45分）

「より速く、より頻繁に、より快適に」がバーン2000計画のモットーとなっている。スイス国民の増大する交通需要をできるだけ鉄道によってカバーするのが最終目的である。

### より速く
バーン2000計画の第1段階の主要目的は、高速でより便利な列車の接続をスイス全土に提供することである。さらに主要な駅での乗換時間を短縮し、列車同士の互いの接続関係を同期させる。バーン2000計画を実施することになった主な理由が、この乗換接続を改善する「ノードの原理」である。乗換駅では、列車や関連する接続交通機関が毎正時、または毎時30分の少し前に到着し、毎正時、または毎時30分の少し後に出発するようにする。このようにすることによって、あらゆる方面からあらゆる方面への乗換が同時に短時間で行えるようになる。
このため高速化の重点は乗換ノード駅間の所要時間を30分や60分単位にするということに置かれた。チューリッヒ - ベルン間は所要時間がこの原則から外れていたため、所要時間が60分を切るように高速新線を建設することになった。さらに、乗換駅の周辺ではほぼ同時に複数の列車が進入・進出できるように、部分的に大規模な改築が行われている。
ただし、財政的な理由により可能な場合は常に「コンクリートよりもエレクトロニクス」の原理が適用され、路線の改良や新設よりも高速車両への投資が優先されている。
また、ベルンを通らずにチューリッヒとジュネーヴ（Genève）を直接結ぶジュラフス線（Jurafusslinie）（ビール （Biel）- ヌーシャテル （Neuchâtel）- イヴェルドン（Yverdon））もバーン2000計画の改良対象となったが、これは振り子式のRABDe500形 (ICN) を投入することによって実現されている。

### より頻繁に
スイスの各都市を「ノードの原理」で30分規格のダイヤでより緊密に結ぶこともバーン2000計画の目的で、これは線路容量と車両の増強により達成されている。

### より快適に
鉄道の利用者は新型の車両を好むので、バーン2000計画の第1段階では需要の大きな区間に200km/h走行が可能なRe460形電気機関車と2階建てのIC2000形客車を投入した。またカーブの多い区間では、振り子式のRABDe500形 (ICN) 電車を投入して高速化を図っている。また駅舎の建て替えが進められ、スイス国内の長距離列車は全て冷房付きの車両で運行されるようになった。

## 高速新線
バーン2000計画の最も重要な柱がベルン - オルテン（Olten）間にある37kmのマットシュテッテン - ロートリスト高速新線で、2004年12月に開通している。新線区間では160km/h運転をしており、2005年のダイヤから所要時間が短縮されている。さらに2007年12月のダイヤ改正から200km/h運転が開始される予定で、これによりオルテン - ベルン間はさらに2分短縮される。

### 主要区間の所要時間短縮
- オルテン - ベルン 40分から30分
- チューリッヒ - ベルン 69分から58分
- バーゼル（Basel） - ベルン 67分から56分
- ルツェルン（Luzern） - ベルン 81分（ヴォルフーゼン（Wolhusen） - ラングナウ（Langnau）経由）から65分（スルゼー（Sursee） - ツォフィンゲン（Zofingen） - 高速新線経由）
- オルテン - ビール 41分から33分（高速新線とヴァンツヴィル（Wanzwil） - ゾロトゥルン（Solothurn）間改良線経由）
- チューリッヒ - ベルン - ジュネーヴ 2時間56分から2時間43分
- チューリッヒ - ビール - ジュネーヴ 3時間9分から2時間43分

この他のバーン2000計画第1段階の改良線は、ドレンディンゲン（Derendingen） - インクヴィル（Inkwil）、ツィンメルベルクベーストンネル（Zimmerberg-Basistunnel）（第1段階）、アドラートンネル（Adlertunnel）、ゴルジエ（Gorgier）改良線、ヴァウデレンストンネル（Vauderens-Tunnel）、コペー（Coppet） - ジュネーヴ間の3線化などである。

## 歴史
1970年代にザンクト・マルグレーテン（St. Margrethen） - ローザンヌ（Lausanne）間と、オルテン - バーゼル間の高速新線が計画されたことに始まる。この新線は新横断幹線（NHT: neue Haupttransversale）と呼ばれ、ジュネーヴからザンクト・ガレン（St. Gallen）までの所要時間を2時間45分まで短縮するとされた。しかしながら地元住民の抗議活動の影響もあり、最速の所要時間よりも乗換接続の改善に重点が置かれるようになった。これを受けて54億スイスフラン（1985年当時の物価水準で）の予算で4つの高速新線を建設する計画が再提案され、1987年の国民投票で承認された。
1991年には既にコストが大幅に過小に見積もられていたことが明らかとなり、1985年の計画を完全に実行するためには160億スイスフラン（1991年当時の物価水準で）が必要とされた。このため連邦参事会は計画を各段階に分割し、第1段階は最大で74億スイスフラン以内で収めるように命じることになった。
この計画の変更により以下のような影響が出た。
- チューリッヒ空港（Zürich Flughafen） - ヴィンタートゥール（Winterthur）間の高速新線（ブリュテネルトンネル（Brüttenertunnel））の中止
- シヴィリーツ（Siviriez） - ヴィラール=スール=グラン（Villars-sur-Glâne）間と、ムテンツ（Muttenz） - オルテン間の高速新線の部分中止
- ジュラフス線での線路改良計画を振り子式車両の投入に変更
- 座席の配置を増やした2階建て車両の導入により、プラットホーム延長を中止

この外の計画変更として、ゴッタルドベーストンネル(Gotthard Basistunnel)の開業後の交通量増加を考慮して、チューリッヒ - タルヴィル（Thalwil）間を線路の改良から複線の新線建設に切り替えたことがある。
変更されたバーン2000計画第1段階で実現された改良は、2004年12月に運用が開始された。コストは最終的に1994年の物価水準で59億スイスフランとなった。

## 第1段階の開始
バーン2000計画で重要な点は、計画全体を複数の段階に分割して、それぞれの改良点ごとに運用を開始できるようにしてあることである。1997年以来、完成した部分の運用開始が実施されてきた。最重要な改良である高速新線は2004年12月まで運用開始できなかったが、それ以外の改良点はその時点で既に運用開始されていた。
- 長距離列車の30分規格パターンダイヤ
- ジュネーヴ - チューリッヒ間の所要時間がベルン経由とヌーシャテル経由とで同じに
- チューリッヒ - ベルン間の所要時間を11分（後に13分）短縮

技術上の問題によりETCSの導入が遅れたため、高速新線 (NBS) と改良線 (ABS) は急遽通常の路側信号方式で開業することになり、最高速度は160km/hに制限された。このため所要時間の短縮は当初予定していた13分から11分となり、ダイヤには全く余裕時分が含まれないことになった。これはダイヤが容易に乱れる危険性を内包しているということであり、このため各乗換駅での乗換保証時間が多くて3分と見積もられた。2006年12月には全ての高速新線がETCSで運転されるようになり、200km/h運転の開始は2007年12月に予定されている。
スイス国鉄が公式に発表しなかったためにほとんどの人は知らされていなかったが、言語間の中立性を保つために、2004年12月12日のダイヤ改正から、列車種別のRegionalzugはRegio（記号R）に、SchnellzugはRegioExpress（記号RE）に変更された（それまで同一列車でも駅によりSchnellzug（ドイツ語圏）、train direct（フランス語圏）、treno diretto（イタリア語圏）と異なる呼称をされていたのは全てRegioExpressに統一された）。

## アルプトランジット計画との関連

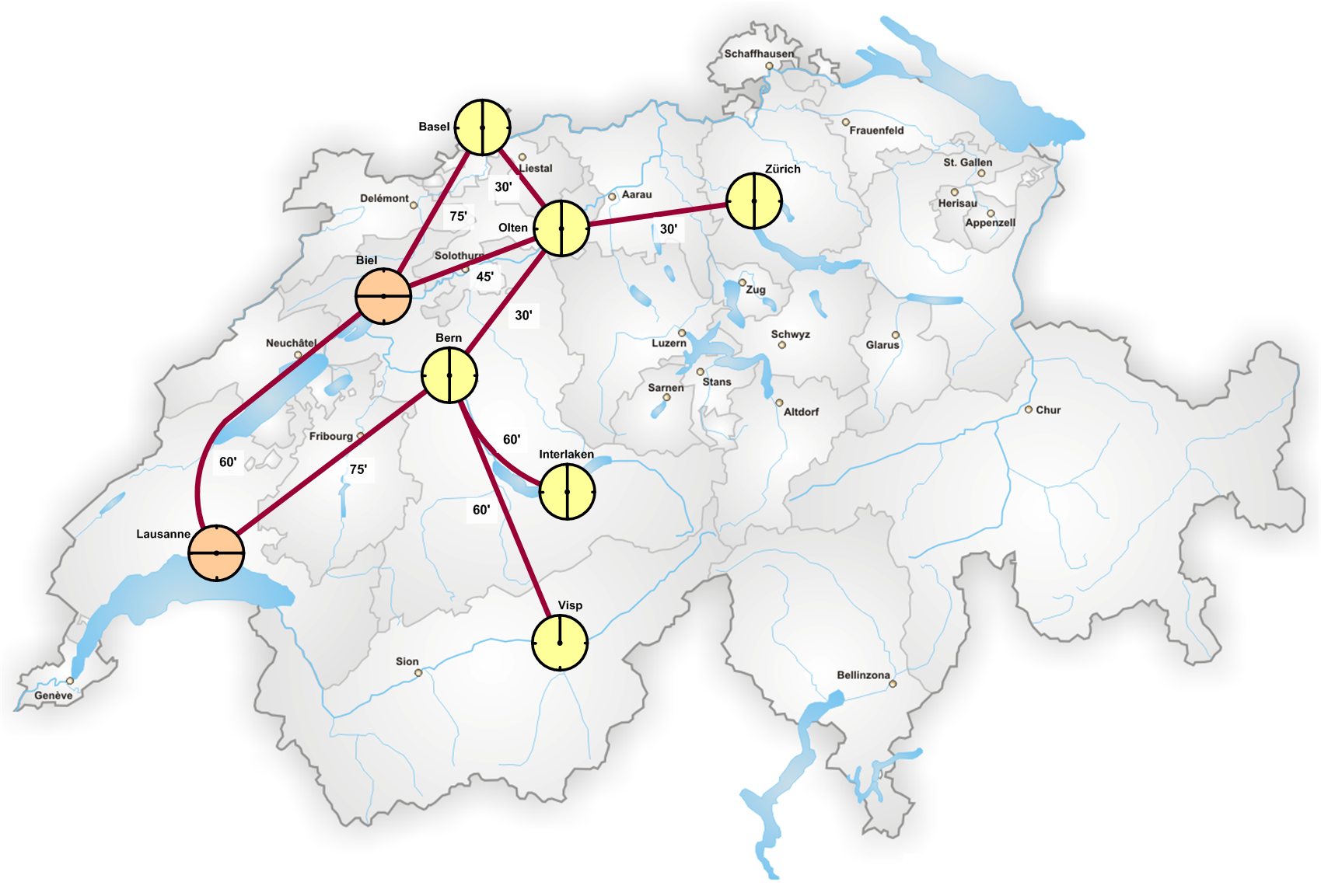
バーン2000計画とレッチュベルクベーストンネルによるノードシステム（2007年）
黄: 乗換駅（毎時0分/30分）
橙: 乗換駅（毎時15分/45分）

バーン2000計画と並行して進められている大プロジェクトとして、ゴッタルドベーストンネルとレッチュベルクベーストンネル（Lötschberg Basistunnel）を建設するアルプトランジット計画（NEAT:Neue Eisenbahn Alpentransversale）がある。アルプトランジット計画では、スイスのドイツ語圏とティチーノ州（Ticino）の間の所要時間を1時間短縮する。レッチュベルクベーストンネルは2007年に営業を開始し、以下のように所要時間を短縮している。
- ベルン - ブリーク（Brig） 98分から64分
- シオン（Sion） - ベルン 141分から79分
- フィスプ（Visp） - トゥーン（Thun） 81分から30分

チューリッヒからヴァレー州（Valais）へも2007年には2時間以内で結ばれる。
アルプトランジット計画のゴッタルドルートも進行しており、ゴッタルドベーストンネルは2017年、チェネリベーストンネル（Ceneri Basistunnel）も2019年には開業する予定である。

## バーン2000計画第2段階

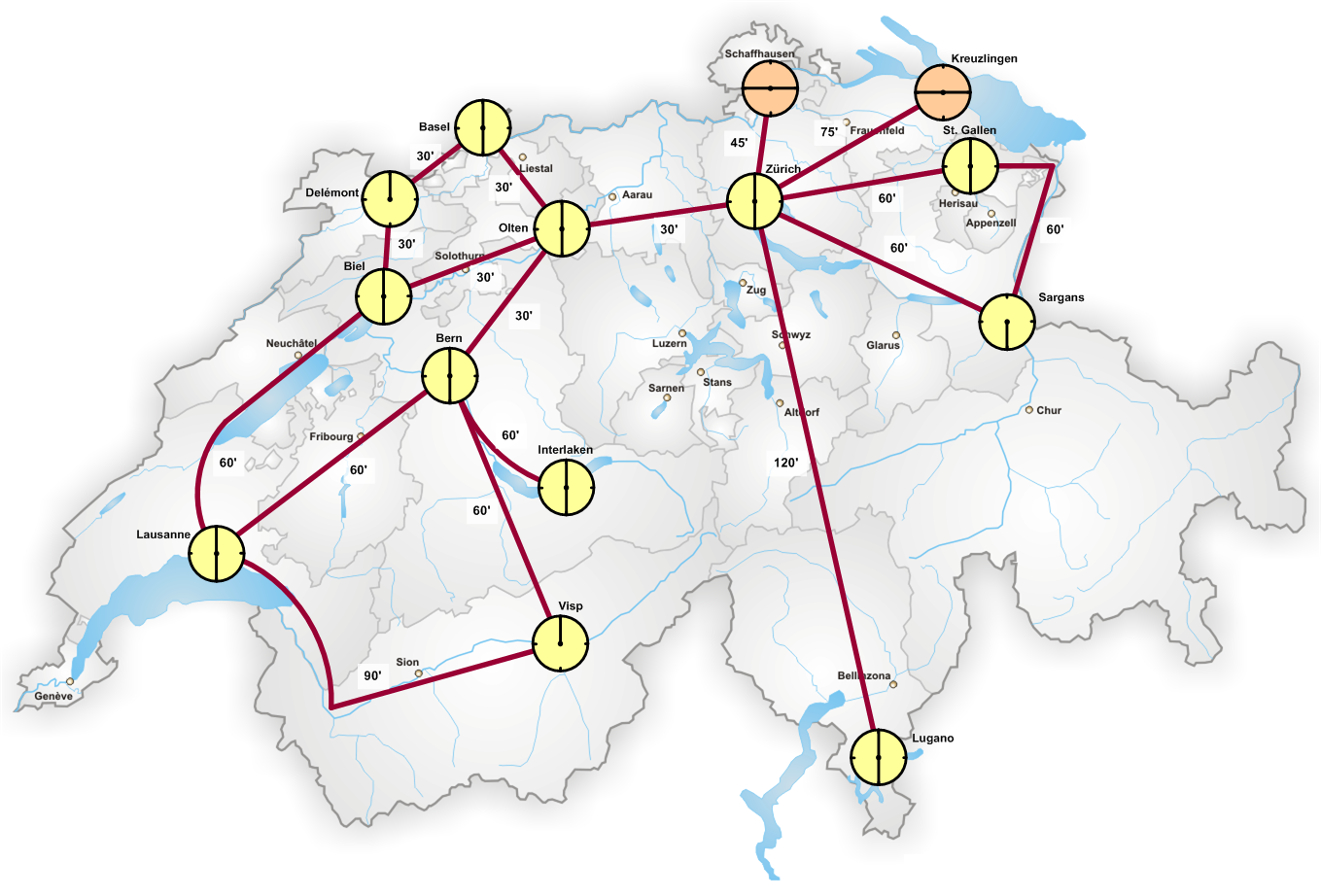
バーン2000計画第2段階 (ZEB)によるノードシステム（2030年、2007年8月時点の計画）
黄: 乗換駅（毎時0分/30分）
橙: 乗換駅（毎時15分/45分）

スイス交通省（BAV: Bundesamt für Verkehr）では、バーン2000計画第2段階に関して各州と鉄道側で異なる要望を同時に検討している。 バーン2000計画第2段階は、「鉄道の将来建設計画」 (ZEB: Zukünftige Entwicklung der Bahnprojekte) とも呼ばれている。
スイス国鉄は、2006年4月に交通省と共に記者会見を行い、バーン2000計画第2段階の対象となる地域で広範な支持を受ける構想を発表した。計画では、巨大トンネルの建設の他には一部の改良計画のみが実行される。東西の接続を高速化することで、ローザンヌ、ビール、インターラーケン（Interlaken）、ザンクト・ガレンをノードシステムに組み込むことになっている。以下のような改良が計画されている。
- オルテン - チューリッヒ間の線路改良（17億スイスフラン）
  - ルッパースヴィル（Rupperswil） - ハイテルスベルクトンネル（Heitersbergtunnel）間のチェステンベルク（Chestenberg）高速新線（10億スイスフラン）
  - デニケン（Däniken） - アーラウ（Aarau）間のエッペンベルク（Eppenberg）高速新線（4億スイスフラン）
  - オルテン地域の改良（3億スイスフラン）
- チューリッヒ - ヴィンタートゥール間の線路容量増強（6億6500万スイスフラン）
- ヴィンタートゥール - ザンクト・ガレン/コンスタンツ（Konstanz）間の所要時間短縮（2億6000万スイスフラン）
- ベルン地域の高速新線（3億5000万スイスフラン）
  - ベルンの高速新線（2億1000万スイスフラン）
  - シュピーツ（Spiez） - インターラーケン間の部分的な複線化（1億4000万スイスフラン）
- リースタル（Liestal）の交通流分離（1億4000万スイスフラン）
- ローザンヌの線路容量増強（3億2000万スイスフラン）
- フリブール（Freiburg im Üechtland） - ローザンヌ間の所要時間短縮（2億2500万スイスフラン）
- ヴァレー州における160km/hから200km/hへのスピードアップ（ETCS導入を含む）（1億1000万スイスフラン）
- 中央スイスの諸改良（3億2500万スイスフラン）
- ティチーノ州の諸改良（3億6500万スイスフラン）

チューリッヒからザンクト・ガレンやビールへの所要時間はこれにより1時間を切る見込みで、同様にローザンヌからベルンも1時間を切る予定である。これらのプロジェクトにさらに15億スイスフランが拡張計画のオプションとして検討されている。
バーン2000計画の第1段階で実現されなかった改良は、この結果ほとんどの部分でなお実現されないままとなる。
- 第3ジュラ切通し（Dritter Juradurchstich）（アドラートンネル経由のムテンツ - リーステル間のみ実現）
- チューリッヒ国際空港 - ヴィンタートゥール間の高速新線（ブリュテネルトンネル）
- アルプトランジット計画への取り付け線となるヒルツェルトンネル（Hirzeltunnel）とツィンメルベルクベーストンネル（第2段階）
- ハイテルスベルクトンネル第2
- ルツェルンの通過式配線への改良

スイス国鉄だけでなく、BLS  も改良要請をしている。BLSの要望する改良点は以下の通り。
- レッチュベルクベーストンネルの全面開業
- ベルン - ヌーシャテル間の改良

この枠組みはFinöV基金を基にしており、同じ基金を基にするヨーロッパの高速鉄道網との統合計画やジュネーヴにおける鉄道改良計画との調整が必要である。基金からの最初の資金は2012年頃になる見込みで、バーン2000計画の全体完成は2030年頃になる見込みとなっている。